# Спасская улица (Владимир)
Спасская улица — короткая, около 120 м, улица в исторической части Владимира. Проходит от Большой Московской улицы до Георгиевской улицы.

## История

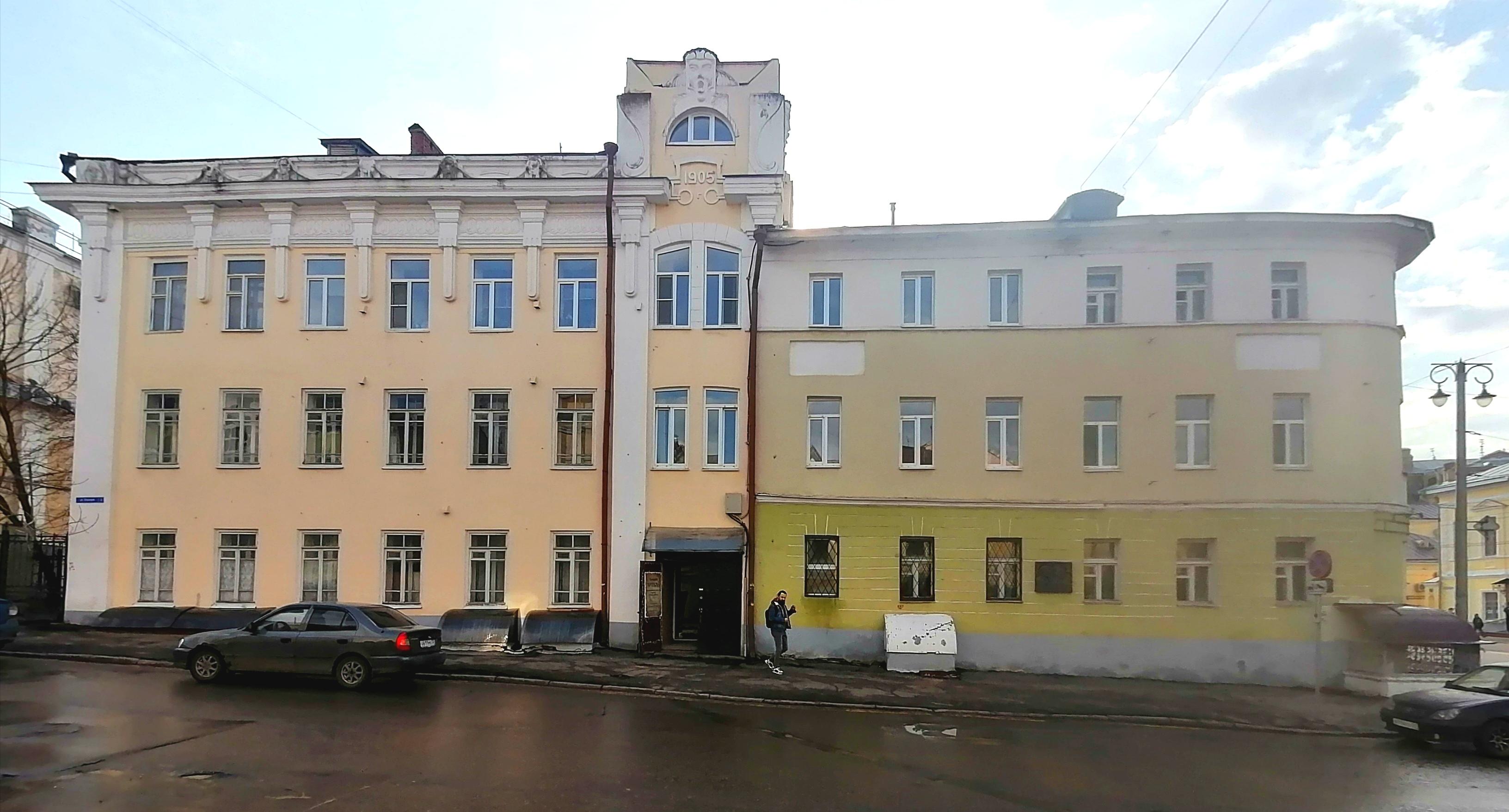
д. 2

Одна из древнейших улиц города, здесь располагалась городская резиденция (княжеский двор) Андрея Боголюбского.
Название улицы дано по построенной при княжеском дворе церкви Спаса.
В советские времена носила имя Советской. Историческое название возвращено в 1991 году.

## Достопримечательности

Мемориальная доска Б. Ф. Французову

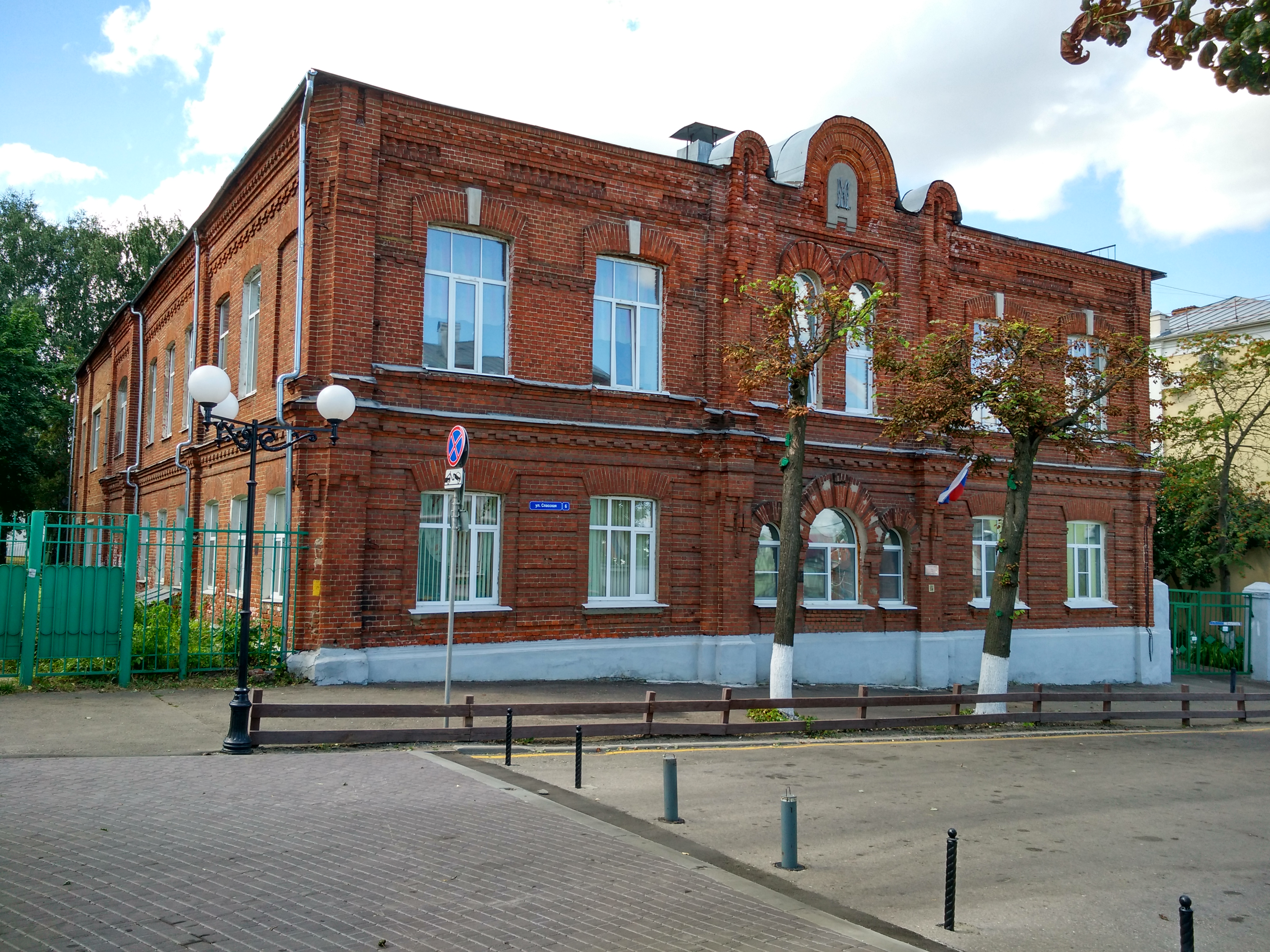
д. 6

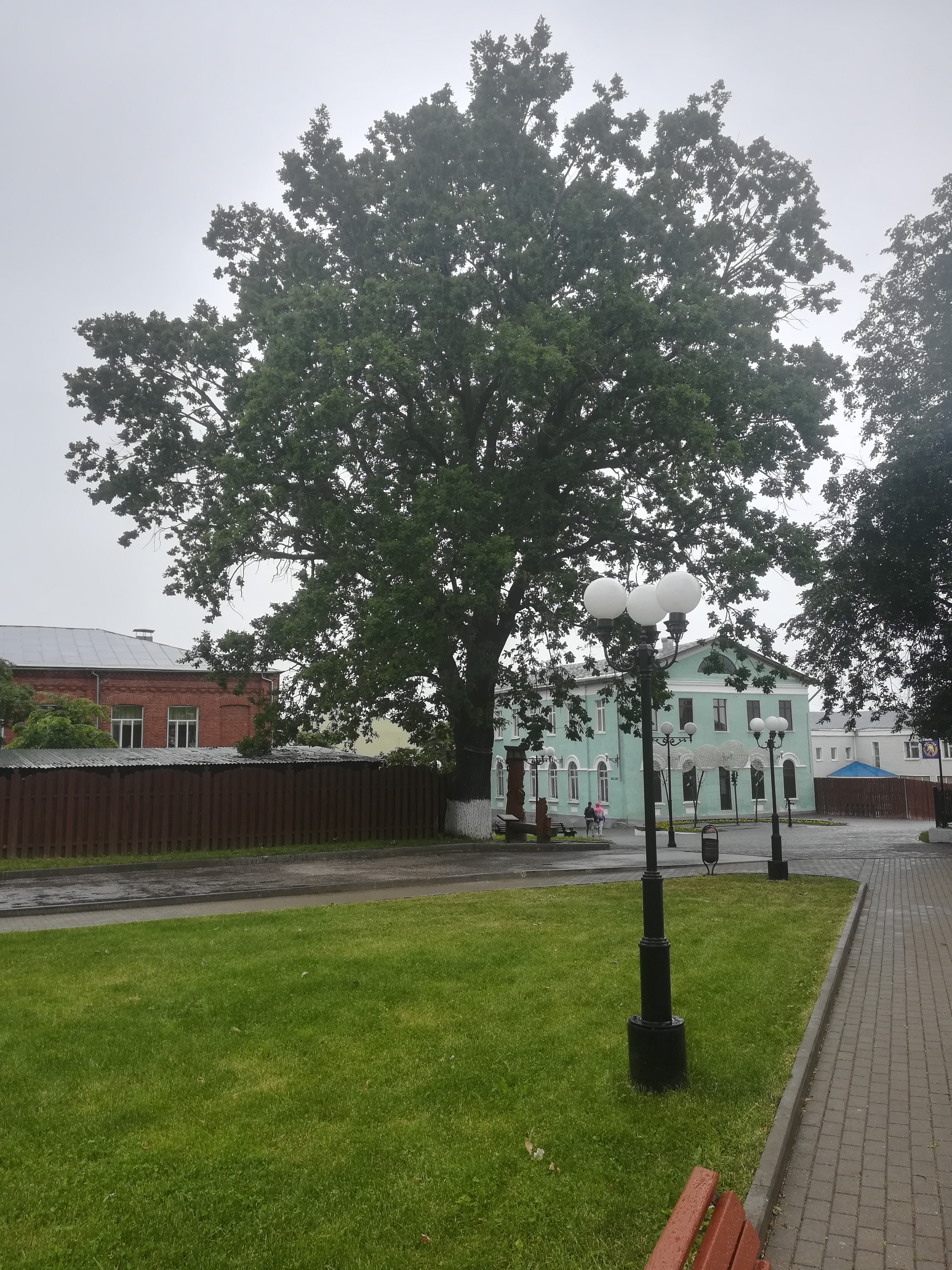
100-летний дуб на улице — памятник живой природы общероссийского значения

д. 2 — мемориальная доска Б. Ф. Французову
д. 4 — Синематограф «Модерн» (1907)
д. 6 — бывший родильный приют (архитектор П. Г. Беген, 1900—1903)
д. 8Г — Никольская церковь
д. 12 — Церковь Преображения Господня (Спасская), часовня в память 2000-летия христианства
Памятник Коту учёному
Жанровая скульптура «Владимирская вишня»

## Известные жители
д. 8а (снесён в 2005 году) — Михаил Салтыков-Щедрин, Борис Пестель